# Old South Meeting House

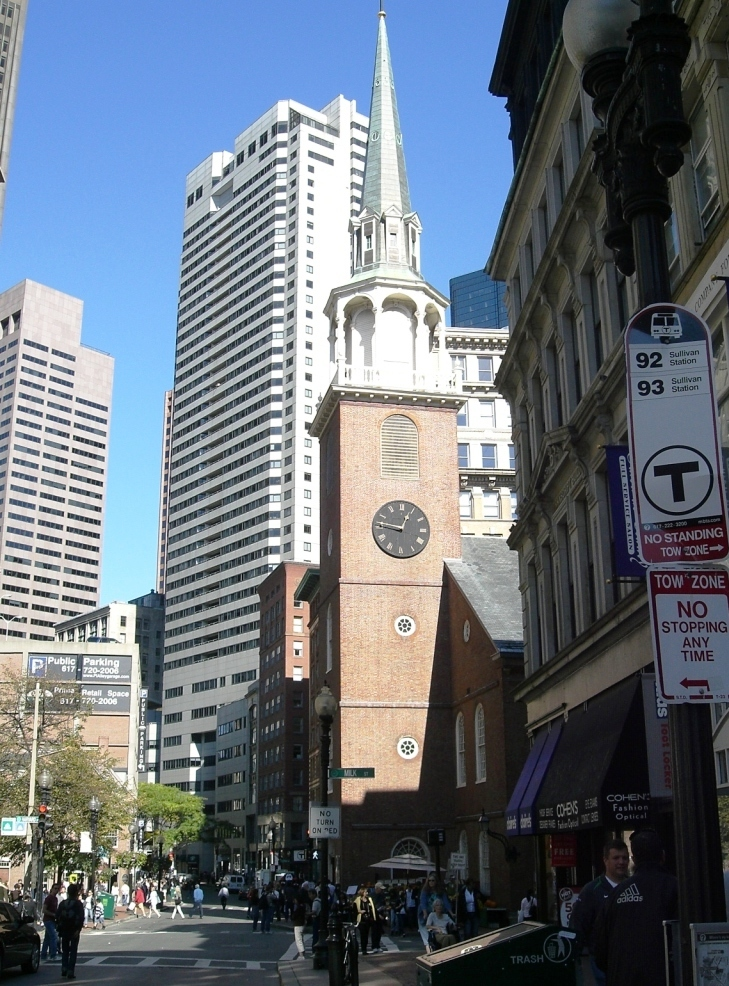
Old South Meeting House, Boston

Het Old South Meeting House (gebouwd in 1729) is een historisch gebouw in het centrum  van Boston in de Amerikaanse staat Massachusetts. Het speelde een belangrijke rol in de ontwikkelingen die tot de Amerikaanse Revolutie leidden.

## Geschiedenis
Aanvankelijk werd het gebouw als een kerk gebruikt door de First Church of Boston. Na het Bloedbad van Boston in 1770 werden er jaarlijkse herdenkingsbijeenkomsten gehouden tot de Britten het gebouw in 1775 in beslag namen en het als rijschool gebruikten.
Op 16 december 1773 verzamelden zich vijfduizend bewoners van Boston in het gebouw, voordat zij zich naar de haven begaven om te protesteren tegen belastingen op thee. Deze gebeurtenis wordt nu de Boston Tea Party genoemd.
Het Old South Meeting House werd bijna geheel verwoest bij de grote brand van Boston in 1872. Er werd een nieuwe kerk gebouwd in de wijk Back Bay, maar het Old South Meeting House werd gerestaureerd en dient tot vandaag de dag als museum en een bezienswaardigheid aan de Freedom Trail.